# اندرو مک‌گرگور مارشال
اندرو مک‌گریگور مارشال (Andrew MacGregor Marshall) (زادهٔ ۲۵ مارس ۱۹۷۱)، یک روزنامه‌نگار و نویسنده اهل اسکاتلند بوده و تمرکز اصلی وی روی حقوق بشر، کشمکش، سیاست و جرایم، بیشتر در آسیا و خاورمیانه است. مارشال که منتقد برجسته پادشاهی تایلند است، در ژوئن ۲۰۱۱ میلادی، پس از این‌که روزنامه رویترز نشر گزارش‌های اختصاصی که وی در مورد پادشاهی تایلند نوشته بود، را رد کرد. تحت شرایط بحث‌برانگیز از این روزنامه استعفا داد. کتابی که وی در ۲۰۱۴ تحت عنوان سلطنتی در بحران منتشر کرد، در تایلند ممنوع اعلام گردید. یک طرف‌دار برجسته نظام پادشاهی تایلند به‌طور رسمی از مارشال نزد پلیس شکایت نموده و او را متهم به چندین جرم، از جمله اهانت به ذات اقدس ملوکانه، نمود.

## حرفه
مارشال برای ۱۷ سال به عنوان گزارش‌گر برای رویترز کار می‌کرد و از دگرگونی‌های شدید سیاسی در تایلند و جنگ‌های عراق، افغانستان و پاکستان گزارش تهیه می‌نمود. در ۲۰۰۰ میلادی، وی به عنوان نائب‌رئیس شعبه رویترز در بانکوک گماشته شد. از ۲۰۰۳ تا ۲۰۰۵ میلادی، زمانی که یک شورش خشن‌گر یبان‌گیر عراق شد، او به عنوان رئیس شعبه رویترز در عراق خدمت می‌کرد، بعداً او از ۲۰۰۶ تا ۲۰۰۸ میلادی به عنوان مدیر ویراستاری رویترز برای خاورمیانه کار کرد. از سال ۲۰۰۸، وی به عنوان تحلیل‌گر ریسک سیاسی و ویراستار بازارهای در حال ظهور کار کرده و مقیم سنگاپور بود. او در ژوئن ۲۰۱۱ میلادی روزنامه رویترز را پس از آن ترک کرد که این روزنامه نشر مجموعه‌ای از مقالاتی که وی بر مبنای تحلیل‌های خود از تلگرام‌های افشا شده سیاسی ایالات متحده، در مورد پادشاهی تایلند نوشته بود، را رد کرد.

## مناقشه #thaistory
در ژوئن ۲۰۱۱، مارشال اعلام کرد که او از رویترز استعفا داده‌است تا مجموعه‌ای از گزارش‌ها را در مورد تایلند که آژانس خبری نشر آن را رد کرد، به نشر برساند. در اواخر همان ماه، او خود به تنهایی این گزارش‌ها را به نشر سپرد. مطالعه وی تحت عنوان «لحظه روبرو شدن با حقیقت تایلند» به تحلیل نقش پادشاهی در سیاست تایلند پرداخته و شامل ارجاع‌های به صدها تلگرام سیاسی ایالات متحده بود که به بیرون درز کرده بود. این تلگرام‌ها چندی بعد توسط ویکی‌لیکس نیز پخش گردید. تایلند قوانین سخت‌گیرانه‌ای در ارتباط به اهانت به ذات اقدس ملوکانه دارد و هرگونه انتقاد از خانواده شاهی را به عنوان جرم طبقه‌بندی می‌کند، از این‌رو روزنامه‌نگارانی که از این کشور گزارش می‌دهند هم‌واره از یک سیاست خود سانسوری پیروی نموده و از دادن نظریات در مورد پادشاهی که بتواند انتقادی قلم‌داد گردد، پرهیز می‌نمایند. مطالعه مارشال که معمولاً با هشتگ توئیتر وی #thaistory شناخته می‌شود، از مدارک تلگرام‌های درز کرده، برای بیان این ادعا استفاده نمود که پادشاهی تایلند یک نقش مرکزی در سیاست تایلند بازی می‌کند که هرگز به‌طور درست گزارش نشده‌است.
مارشال در مقاله‌ای که برای روزنامه ایندیپندنت نوشت، برجسته ساخت که انتشار #thaistory توسط وی بدین معنی بود که اگر او دوباره به تایلند بازگردد به زندان افکنده خواهد شد و این‌که او نپذیرفتن انتشار این اسناد از سوی رویترز را درک می‌کند، چون این کار باعث رنجش پادشاهی شده و در نتیجه خطراتی را متوجه کارکنان و تجارت رویترز در تایلند می‌کرد. با این حال، رویترز توضیح متفاوتی ارایه نموده و به روزنامه‌های تایمز و ایندیپندنت گفت که این داستان با فارمت که طی آن ارایه شده بود، «کارا» نبود و این‌که آن‌ها پرسش‌های در رابطه به درازا، منبع، بی‌طرفی و مسائل حقوقی این داستان داشتند و مارشال «در فرایند عادی ویراستاری شرکت نمی‌کرد».
1. thaistory مارشال دیدگاه‌ها و گفتمان‌های قابل‌توجهی را به خود جلب کرد. نیکولاس فارلی، استاد در دانشگاه ملی استرالیا نوشت که بخش‌های اولیه که به نشر رسیده «به سرعت به کانون گرم مباحثات آنلاین مبدل شده‌است» و همچنین افزود که «بینش‌های وی برای چندین سال آینده در حلقه‌های تحلیل‌کننده تایلند پژواک خواهد داشت». جوشاو کورلانتزیک، عضو جنوب-شرق آسیا در شورای روابط خارجی بیان داشت که کار مارشال «احتمالاً بزرگ‌ترین بمب گزارش‌گری در مورد تایلند در دهه‌ها» بود. گریم دوبیل از مؤسسه لوی برای سیاست بین‌الملل #داستان_تایلند را به عنوان «بالاترین درجه روزنامه‌نگاری» توصیف نموده و پاون چاچاوالمپونگپون از مؤسسه مطالعات جنوب شرق آسیا نوشت: «آن‌گونه که به وضعیت کنونی پادشاهی تایلند دیده می‌شود، مارشال بدون شک کمک کرد تا موانع هرچه بیشتر برداشته شوند». ریچارد لوید پاری، ویراستار آسیایی برای روزنامه تایمز، بیان داشت که #thaistory «یک مطالعه بسیار اساسی و فراتر از تنها روزنامه‌نگاری» بود.[۸][۹][۱۰][۱۱][۱۲]

مقامات تایلندی سیاستی مبنی بر عدم تصدیق رسمی از موجودیت تلگرام‌های بحث‌برانگیز ویکی‌لیکس دارند و از این‌رو آن‌ها در رابطه به #thaistory هیچ نظری ندادند، اما تانونگ کانتونگ، مدیر ویراستاری روزنامه‌ای معمولاً طرف‌دار حکومت به‌نام نیشن، ادعا نمود که #thaistory بخشی از یک توطئه بین‌المللی برای بی‌ثبات سازی تایلند بود.

## مرگ شاه آناندا ماهیدول
مارشال پژوهش‌های گسترده‌ای در مورد تیرباران اسرارآمیز آناندا ماهیدول هشتمین پادشاه تایلند در ۹ ژوئن ۱۹۴۶، انجام داده‌است. او ادعا می‌نماید که شواهد به‌طور قاطعانه گویای این است که بومیپول آدولیادج، احتمالاً به‌طور اتفاقی، برادر خود را کشت و این رویداد سرپوش گذاری شد تا بومیپول بتواند پادشاه شود.

## سلطنتی در بحران
کتاب مارشال تحت عنوان سلطنتی در بحران در اکتبر ۲۰۱۴ توسط انتشارات زید-بوکس به دست نشر سپرده شد. پاتریک جوری، مربی ارشدِ تاریخ جنوب-شرق آسیا در دانشگاه کوئینزلند که این کتاب را برای وب سایت نیو ماندالا نقد علمی می‌کرد، نوشت: «مارشال، روزنامه‌نگار پیشین رویترز، از چند سال به این‌سو به یکی از نخستین گزارش‌گران در مورد موضوع ممنوعهٔ نقش پادشاهی در سیاست تایلند مبدل شده‌است… مارشال یک کتاب برانگیزنده، دارای استدلال واضح، دست‌یافتنی، به‌موقع و قانع‌کننده نوشته‌است».
رئیس کل پلیس تایلند، سومیوت پومپانموانگ در ۱۱ نوامبر ۲۰۱۴ اعلام کرد که این کتاب در تایلند ممنوع اعلام شده‌است. کسانی که این ممنوعیت را نقض می‌کردند، در معرض الی سه سال حبس یا الی ۶۰٬۰۰۰ بات جریمه قرار می‌گرفتند. سومپویت طی بیانیه‌ای گفت که «محتویات این کتاب، پادشاهی تایلند را تحقیر، بدنام و تهدید می‌کند. این کتاب برای امنیت ملی و جامعه آرام و باانضباط یک خطر است».

## اتهامات اهانت به ذات اقدس ملوکانه و فتنه‌انگیزی
در ۹ دسامبر ۲۰۱۴، یک طرف‌دار نظام پادشاهی تایلند به‌نام وانتونگچای چامناکیت، شکایتی رسمی را به نزد پلیس به ثبت رسانده و مارشال را متهم به شکستن ماده ۱۱۲ قانون کیفری تایلند نمود – قانون اهانت به ذات اقدس ملوکانه. وانتونگچای همچنین مارشال را به نقض ماده ۱۱۶ – قانونی جلوگیری از فتنه‌انگیزی با جزای حداکثری مرگ – و ماده ۱۴ قانون جزای رایانه، متهم کرد.

## بازداشت همسر مارشال توسط پلیس تایلند
در ۲۲ ژوئیه ۲۰۱۶، بیش از ۲۰ نیروی پلیس به خانه خانوادگی همسر مارشال، نوپاوان «پلای» بونلیوسلیپ در شهر بانکوک هنگام دیدار وی از تایلند، حمله نموده و تلفن‌ها و تجهیزات رایانه‌ای وی را ضبط کردند. او همراه با پدرش و پسر سه ساله این زوج، به دفتر مرکزی اداره سرکوب جرایم در بانکوک برده شد. نوپاوان برای چند ساعت تحت بازجویی قرار گرفته و به وی اجازه داشتن وکیل داده نشد. بازداشت وی توجه گسترده بین‌المللی را جلب نموده و او در همان روز دوباره آزاد گردید. متعاقب این رویداد، او تایلند را ترک کرد.

## مرگ شاه بومیپول
مارشال مرگ پادشاه تایلند، بومیپول آدولیادج در ۱۳ اکتبر ۲۰۱۶ را چندین ساعت قبل از اعلام رسمی کاخ سلطنتی، گزارش داد. او نخستین روزنامه‌نگار در سطح دنیا بود که این خبر را منتشر کرد.

## ممنوعیت تماس آنلاین از جانب خونتا در تایلند
در ۱۳ آوریل ۲۰۱۷، خونتا [حکومت نظامی] حاکم بر تایلند بیانیه‌ای را صادر نموده و طی آن مردمان تایلند را از داشتن هر نوع تعامل آنلاین با مارشال و دو صاحب‌نظر مشهور خارجی دیگر در مورد سیاست و پادشاهی تایلند – پروفسور سومساک جیامتیراساکول و پروفسور پاون چاچاوالمپونگپون – ممنوع کرد. وزارت اقتصاد دیجیتال گفت که تایلندی‌ها نباید با این سه فرد به تماس شده و محتویات منتشر شده توسط آن‌ها را در اینترنت یا رسانه‌های اجتماعی تعقیب نموده یا شریک سازند. مارشال به این بیانیه پاسخ داده و گفت: «به باور من، تایلندی‌ها باید آزاد باشند تا معلومات را از تمامی منابع بخوانند و خود در مورد این‌که به چه چیزی باور کنند، تصمیم بگیرند».